# فلامرتينج

فلامرتينج هي قرية في مقاطعة فلاندرز الغربية البلجيكية وبلدة من مدينة إيبر. يقع مركز قرية فلامرتينج خارج مركز مدينة إيبر، على طول الطريق الرئيسي N38 إلى بلدة بوبيرينج القريبة. بالإضافة إلى مركز مدينة إيبر نفسه، فلامرتينج هي أكبر منطقة من يبرس. في الغرب من فلامرتينج، على طول الطريق إلى بوبيرينج، هي قرية براندوك.

## التاريخ
أقرب البيانات حول فلامرتينج تاريخ من العصور الوسطى. في 857 تم بناء كنيسة في فلامرتينج. في 970 تم تدمير إبريس وحرقت كنيسة فلامرتينج. أقدم وثيقة، المعروفة حتى الآن، والتي تشمل اسم فلامبرتينجيس، هو عمل من عام 1066. بالدوين الخامس، عدد من فلاندرز، زوجته أديلا وابنهم بالدوين، في هذا الفعل أعطى البضائع للكنيسة والفصل من سينت -Pieters في ليل. وكانت هذه السلع، في جملة أمور، العاشرة الموجودة في الفيردينغ، وكذلك العاشرة الواقعة في فلامرتينغي - "In territorio Furnensi, in villa Elverzenges, decinam unam ; Flambertenges decinam similiter unam"
في ظل النظام القديم فلامرتينج كان مجد فيورن-أمباكت مع 22 وراء وعانى الكثير من حصار يبرس القريبة.

## الجغرافيا

فلامرتينج هو 17 مترا فوق مستوى سطح البحر. كما تقع البلدية على حدود يبرز في الشرق، و فورميزيل في الجنوب الشرقي، و كيمل و ديكيبوس في الجنوب، و رينينغلست في الجنوب الغربي، و بوبيرينج في الغرب، و إلفيردينج في الشمال و بريلن في الشمال الشرقي.

## السكان
من 1487 إلى 1697 نرى انخفاضا كبيرا في عدد سكان فلامرتينج. وكان التفسير الأكثر معقولية لهذا هو حرب الثمانين عاما في المقاطعات السبع عشرة.

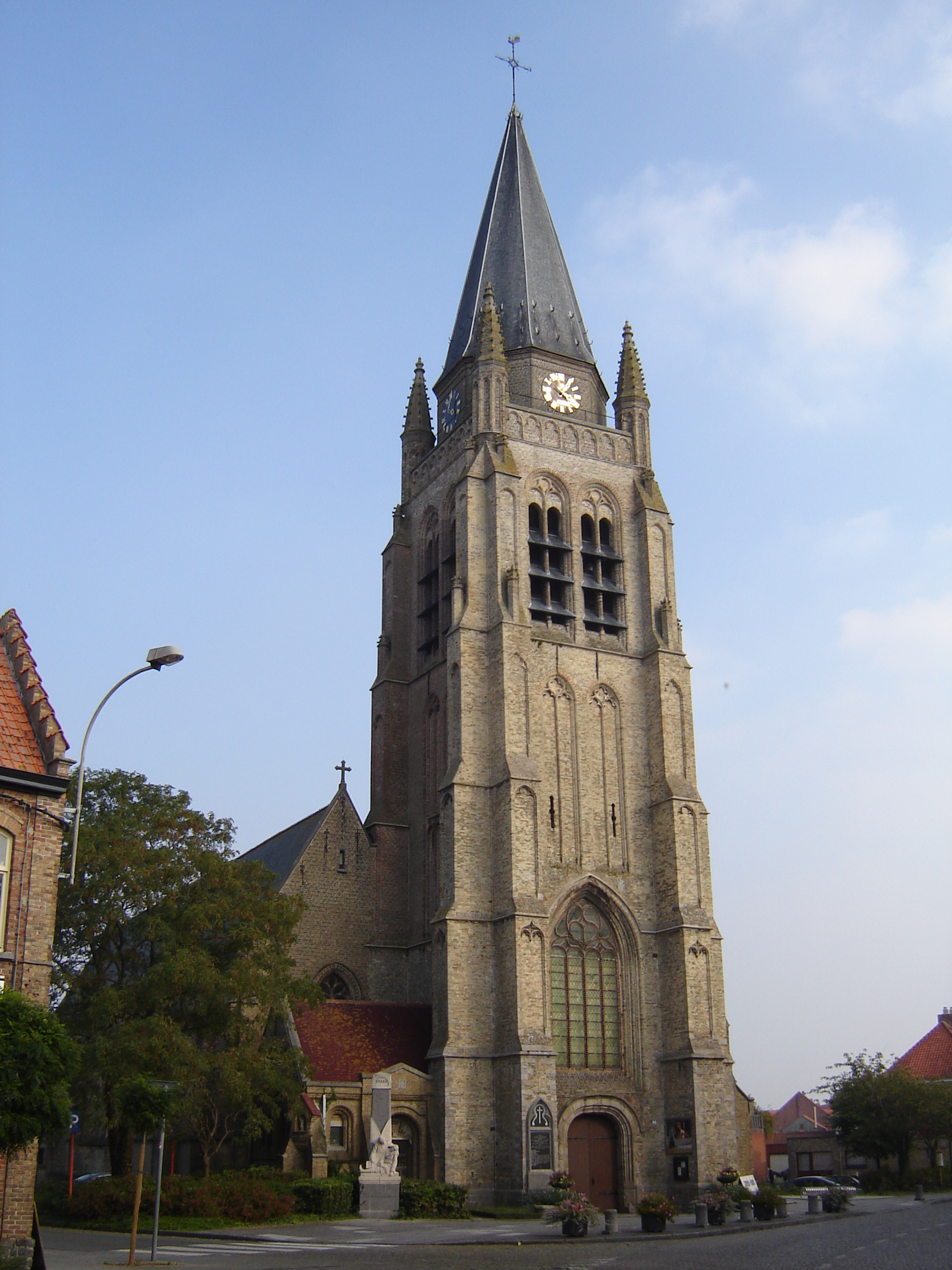

## المشاهد
- ال التعريف، القديس، فيداستوس، تشورش
- ال التعريف، أول، بلدة، حجرة الجلوس الريئيسية، بسبب، فلامرتينج، من، 1922، إلى داخل، نيولي-فليميش، تجدد، ستايل
- وقد بنيت قلعة فلامرتينج أو قلعة دو بارك في 1857-1858 بأمر من فيكونت بيير جوستاف دو بارك، بعد تصميم جوزيف شاددي.
- في فلامرتينج هناك عدد من المقابر العسكرية البريطانية من الحرب العالمية الأولى:
  - Brandhoek Military Cemetery
  - Red Farm Military Cemetery
  - Vlamertinghe Military Cemetery
  - Vlamertinghe New Military Cemetery
  - Railway Chateau Cemetery
  - Divisional Cemetery
  - Brandhoek New Military Cemetery
  - Brand Corner New Military Cemetery No.3

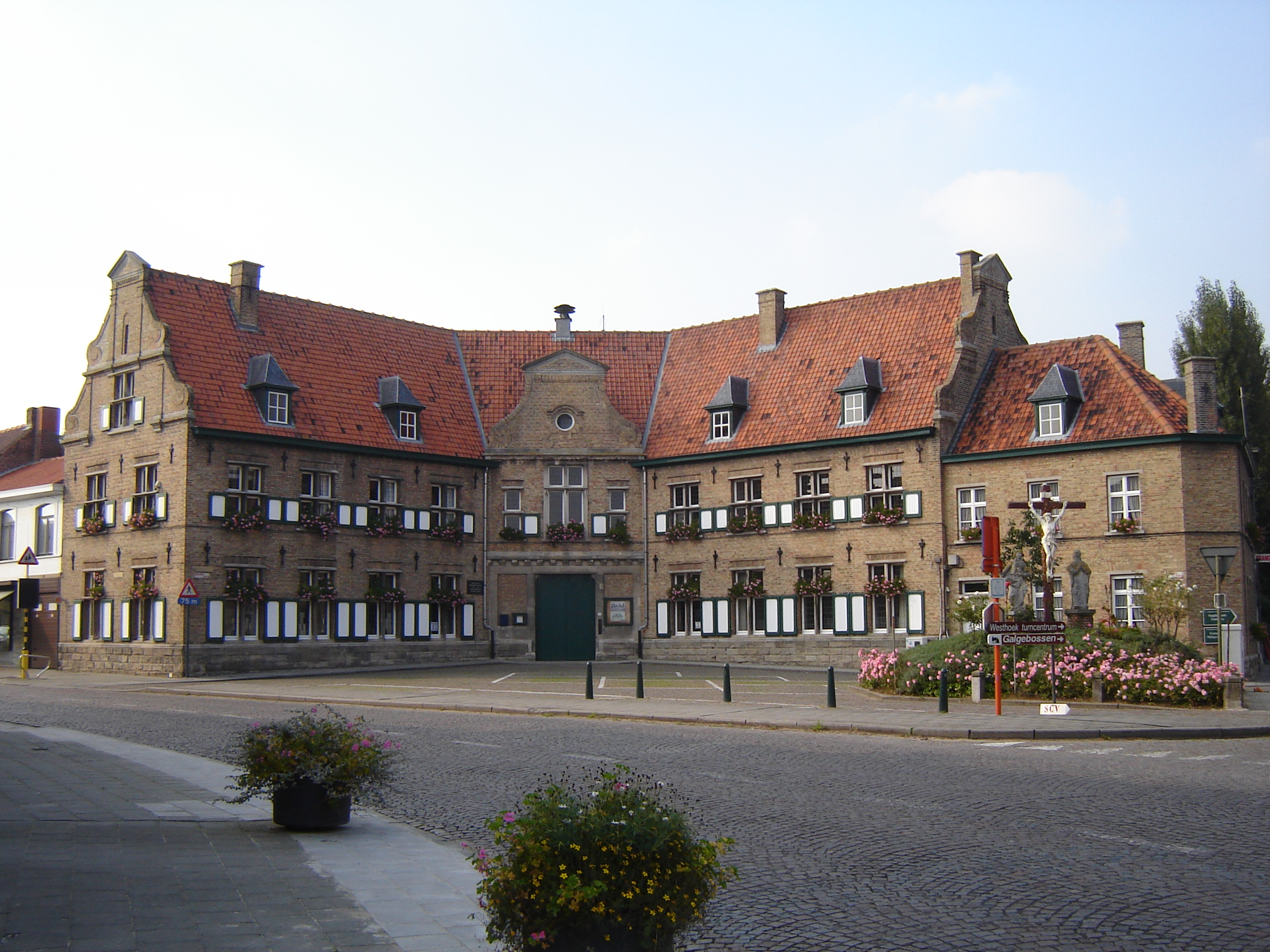

  - Hop Store Cemetery